# Echte Wendeltreppe
Die Echte Wendeltreppe (Epitonium scalare) ist eine Wendeltreppenschnecke (Epitoniidae), die im tropischen Indopazifik heimisch ist.

## Merkmale
Epitonium scalare gehört zu den größten Vertretern der Wendeltreppenschnecken. Das rechtsgewundene, turmförmige Gehäuse, das bis zu 7 cm lang werden kann, hat 8 bis 9 stark gerundete Umgänge, die nicht durch eine Naht, sondern durch Vereinigung der lamellenartigen Rippen verbunden sind. Das Gewinde ist hoch und hat einen spitzen Apex. Zwischen den Rippen ist die Oberfläche glatt. Die Gehäusemündung ist eiförmig. Das dicke, schwarze Operculum ist eiförmig und hat etwa 4 Windungen und einen eingedrückten Kern im hinteren Drittel in Richtung Innenrand.

## Vorkommen, Verbreitung und Lebensweise
Die Schnecke lebt unterhalb der Gezeitenzone aus sandigem oder schlammigem Untergrund bis 29 m Tiefe.
Sie ist im Roten Meer, im Indischen Ozean vor Madagaskar und Südafrika und im südwestlichen Pazifik bis nach Fidschi und Japan verbreitet.
Über die Lebensweise dieser Wendeltreppenschneckenart gibt es bisher keine eingehenderen wissenschaftlichen Untersuchungen. Wendeltreppenschnecken ernähren sich parasitisch oder räuberisch von sessilen Nesseltieren, von deren Fangarmen viele Wendeltreppenschneckenarten scheibchenweise Stücke abschneiden und verzehren. Über die Echte Wendeltreppe wird allerdings berichtet, dass sie als Parasit ihren Rüssel in den Rumpf von Seeanemonen bohrt und sich saugend von deren Körpersäften ernährt.

## Verwendung
Die Echte Wendeltreppe wird wegen ihres Gehäuses gesammelt. Die Schnecke galt früher als sehr selten. Im 19. Jahrhundert wurden mit Schneckenhäusern von Epitonium scalare so hohe Preise erzielt, dass laut einer Legende Fälschungen aus Reispapier angefertigt wurden. Allerdings sind diese Fälschungen in neuerer Zeit nie gefunden worden.